# Hartwig Floto
Hartwig Floto (* 1. November 1825 in Arendsee; † 1881 in Königsberg) war ein deutscher Historiker.
Nach einem dreijährigen Studium für das Lehramt Geschichte und Geographie in Berlin wurde Floto Lehrer an der Ritterakademie zu Liegnitz. 1847 promovierte er bei Leopold von Ranke in Berlin mit der Arbeit De sancto Annone. Floto veröffentlichte 1855 und 1856 sein zweibändiges Werk Kaiser Heinrich IV. und sein Zeitalter, das er seinem Lehrer Ranke widmete. Dieses Werk brachte ihm als Nachfolger von Friedrich Brömmel die Berufung als Professor für Geschichte an die Universität Basel ein. Seine akademische Antrittsrede Ueber historische Kritik hielt er an der Universität Basel am 2. Mai 1856. Die Ergebnisse eines Vortrages über Dante und die Divina Commedia führten 1858 zum Werk Dante Alighieri, sein Leben und seine Werke. 1858 erkrankte Floto schwer und musste seine Lehrtätigkeit aufgeben. Sein Nachfolger wurde Jacob Burckhardt.

## Schriften
- Kaiser Heinrich der Vierte und sein Zeitalter. Besser, Stuttgart, Hamburg 1855–1856 (Digitalisat).
- Ueber historische Kritik. Akademische Antrittsrede. Detloff, Basel 1856.
- Dante Alighieri. Sein Leben und seine Werke. Besser, Stuttgart 1858 (Digitalisat).